# Michelle McLean
Michelle McLean (Vinduque, 30 de julho de 1972) é uma rainha da beleza, empresária e apresentadora de tv da Namíbia, eleita Miss Universo 1992  aos 19 anos, no concurso realizado em Bangcoc, Tailândia, em maio daquele ano.
Depois de estudar na Centaurus High School em sua cidade natal, em 1989 ela e a família mudaram-se para Capetown, na África do Sul, onde completou o ensino elementar no mesmo ano. Antes de concorrer ao Miss Universo, ela participou do Miss Mundo 1991, onde ficou entre as cinco finalistas. Em Bangcoc, Michelle derrotou 77 candidatas do resto do mundo para conquistar o primeiro e até hoje único título de Miss Universo para seu país.
Durante seu reinado, Michelle fundou uma entidade de apoio a crianças desamparadas na Namíbia, a Michelle McLean's Children's Trust, com foco na educação e na assistência social. Ela foi uma das melhores Miss Universo de todos os tempos, realizando um extraordinário trabalho entre as crianças pobres de seu país e entre pessoas infectadas com o vírus da AIDS. Ela se tornou embaixadora da Organização das Nações Unidas para a África e continua fazendo um grande trabalho de caridade hoje em dia. Considerada heroína nacional ao regressar à casa, é creditado a ela por muitos observadores o fato de seu triunfo ter servido para unir um povo multiétnico, que saía então das atrocidades de uma política do Apartheid, como ex-território dependente da África do Sul. Graças a seu trabalho e envolvimento, em 1995 o concurso foi realizado na Namíbia, a primeira vez em solo africano.
Em 1998, Michelle McLean recebeu um prêmio especial da Miss Universe Organization por seu trabalho humanitário.
Foi casada até 2006 com seu namorado de infância, Neil Bierbaum, com quem tem um filho.
Em 9 de março de 2013, casou-se com o apresentador de esportes sul-africano e britânico e com o ex-profissional de futebol Gary Bailey em Kwazulu-Natal. Eles moram (em março de 2018) em Miami, nos Estados Unidos.